# Drohobytsch
Drohobytsch (ukrainisch Дрогобич; russisch Дрогобыч Drogobytsch, polnisch Drohobycz; jiddisch דראָביטש) ist eine ukrainische Stadt mit 73.682 Einwohnern (2022). Sie liegt in der Oblast Lwiw, südlich der Bezirkshauptstadt Lwiw, die auch die nächste größere Stadt ist.

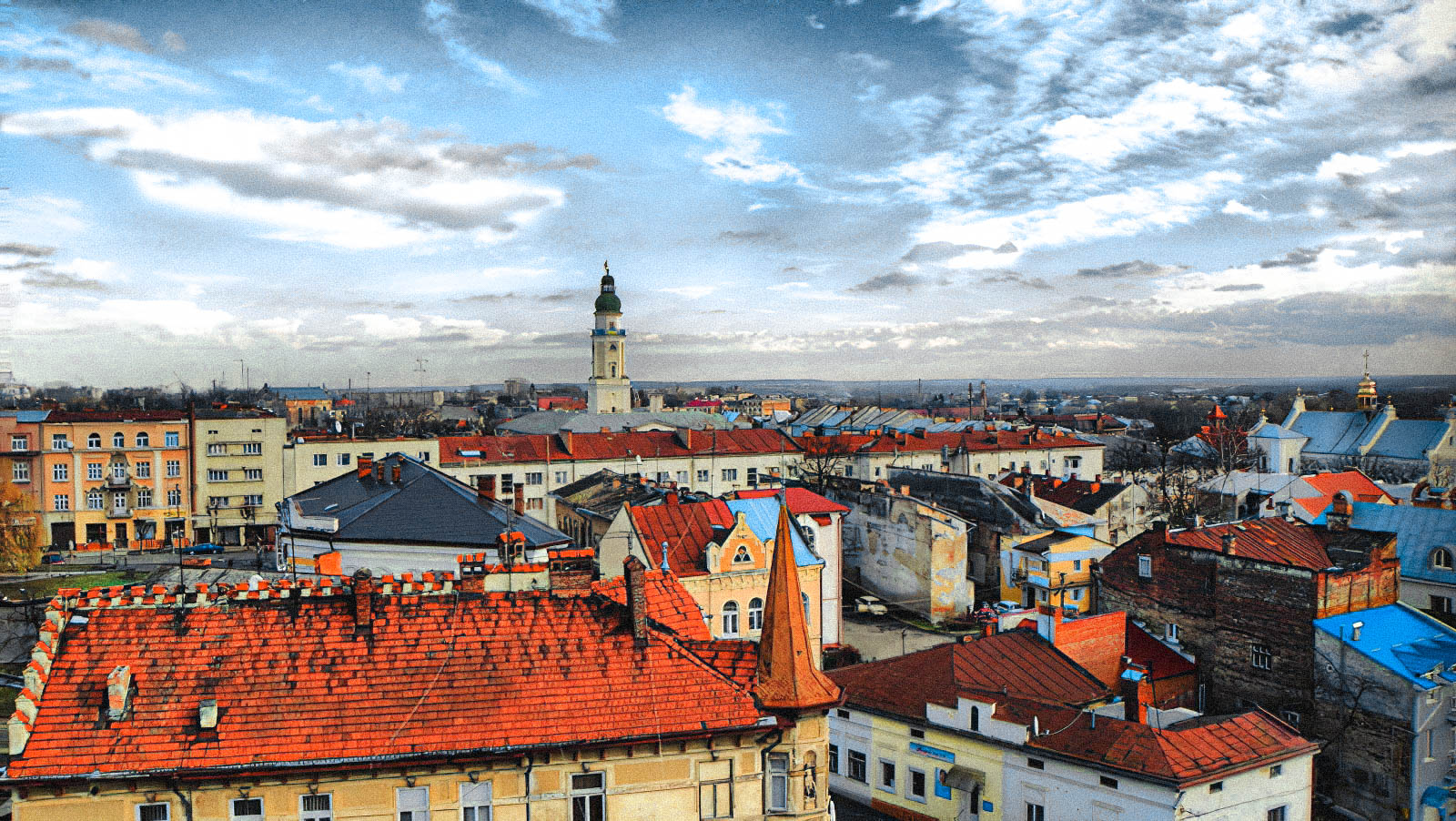
Blick auf die Innenstadt von Drohobytsch

Drohobytsch ist das Rajonszentrum des gleichnamigen Rajons Drohobytsch, war aber selbst bis Juli 2020 kein Teil desselben.

## Geschichte der Stadt
Drohobytsch wurde im späten 11. Jahrhundert gegründet. Bekannt wurde die Stadt durch ihre Salzbergwerke. Sie war schon im 14. Jahrhundert ein Zentrum der Salzgewinnung.
Von 1340 bis 1772 war die Stadt Teil der Ziemia Przemyska (polnisch: Przemyśler Land) im Königreich Polen, wobei sie von 1569 bis 1772 zu der Woiwodschaft Ruthenia, einer administrativen Einheit der Adelsrepublik Polen-Litauen, gehörte.

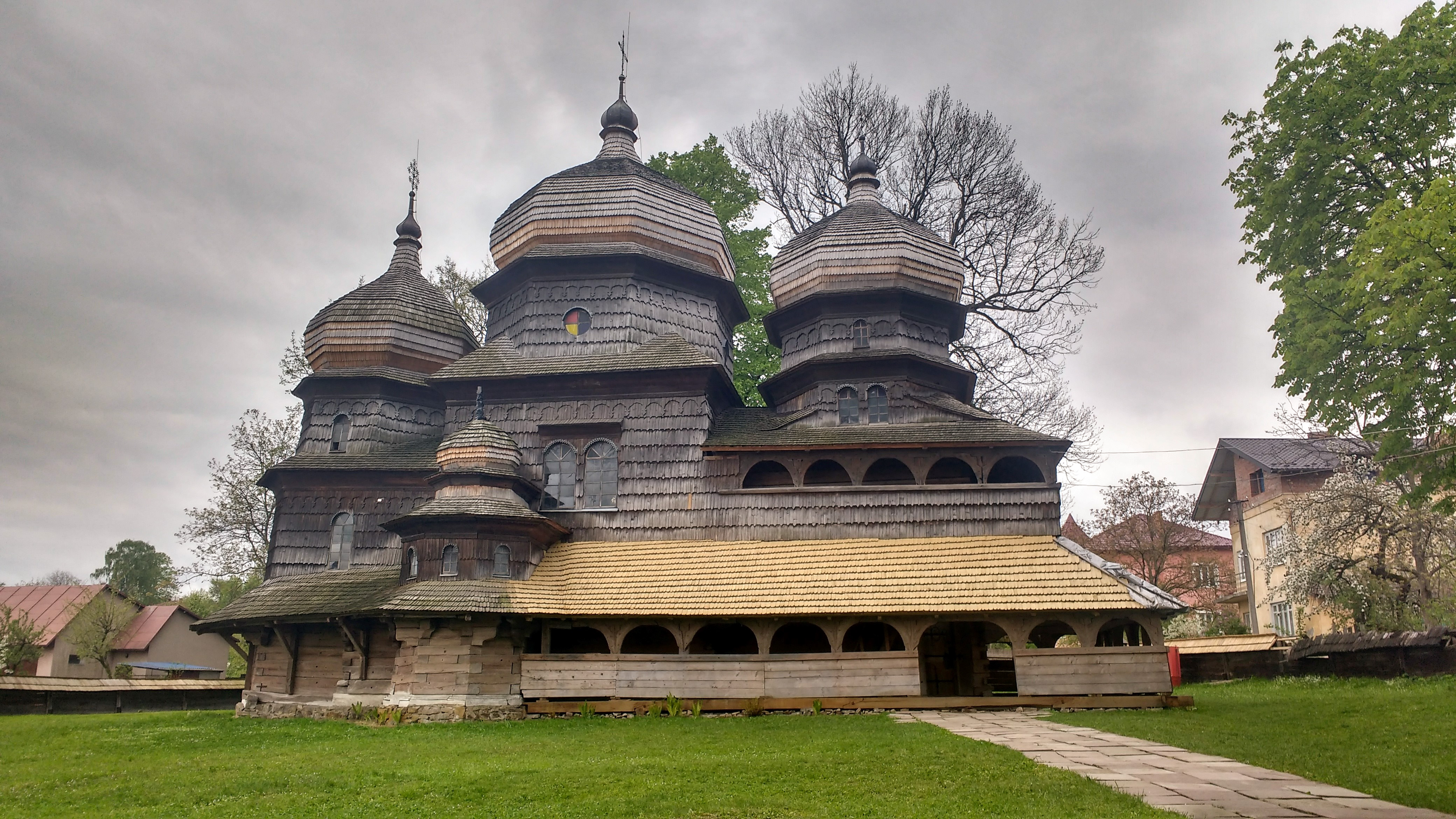
Hölzerne St.-Georgs-Kirche aus dem 16. Jahrhundert, seit 2013 UNESCO-Weltkulturerbe (Holzkirchen der Karpatenregion)

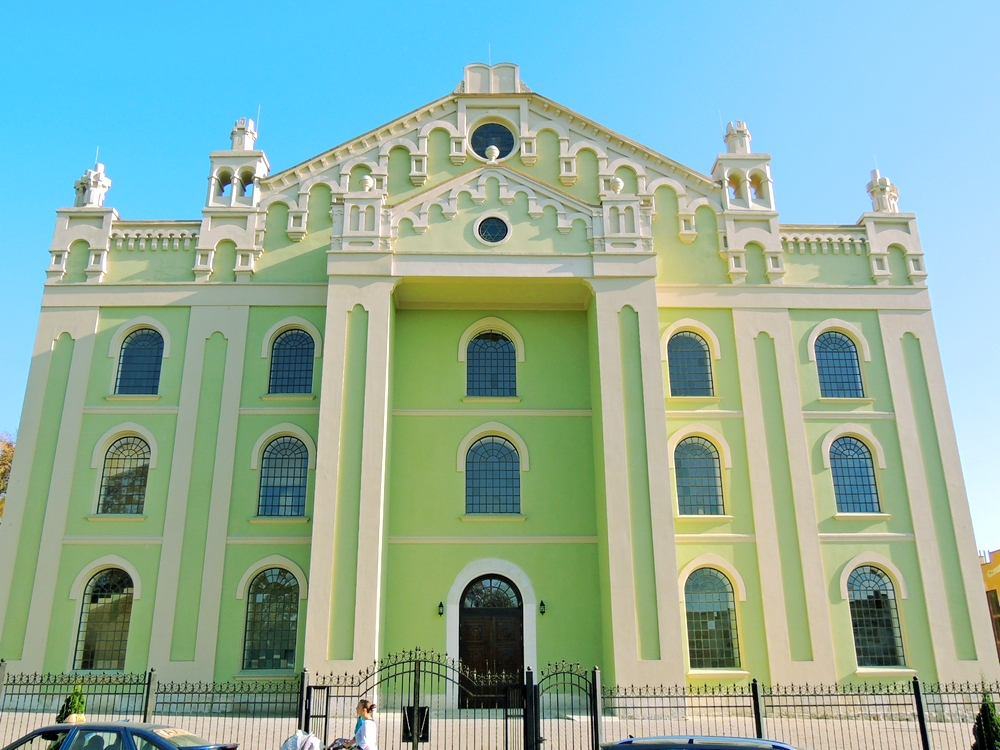
Choral-Synagoge

### Österreichisches Kronland
Nach der ersten polnischen Teilung war Drohobytsch von 1772 bis 1918 Teil des österreichischen Kronlandes Königreich Galizien und Lodomerien. Im 18. Jahrhundert wurde eine Schule der ukrainischen Bruderschaft gegründet und später ein Gymnasium. Seit 1896 war die Schule in einem Gebäude untergebracht, welches jetzt das Hauptgebäude des Pädagogischen Institutes ist. Diese Schule besuchte der junge Iwan Franko, der in einem nahe gelegenen Dorf geboren wurde. Ende des 19. Jahrhunderts wurde in der Nähe der Stadt Öl gefunden. Daraufhin setzte ein Boom ein. 1880 gab es bereits 36 Ölgesellschaften in Drohobytsch. Die Bevölkerung wuchs schnell, alle hofften auf Arbeit und ein bescheidenes Auskommen. Aber die Lebensbedingungen waren hart, und die Region bekam den Beinamen „Galizische Hölle“. Verwaltungstechnisch war der Ort ab 1850 der Sitz der Bezirkshauptmannschaft des Bezirks Drohobycz, 1867 kam noch ein Bezirksgericht im Ort dazu, beide existierten dann bis 1918.
Am 19. Juni 1911 verübte das Militär ein Massaker unter der Bevölkerung. Es war der Wahltag für die Reichsratswahl 1911 und große Teile der Bevölkerung versammelten sich vor dem Theater, in dem das einzige Wahllokal der Stadt eingerichtet war. Einflussreiche Bürger hatten, um sicherzustellen, dass Nathan Löwenstein wiedergewählt wird und er nicht seinem populären Herausforderer Gershon Zipper unterliegt, eine Bürgergarde aufgestellt, die nur bekannte Unterstützer Löwensteins in das Wahllokal ließen. Der Unmut der wartenden Wähler wuchs, manche versuchten das Wahllokal zu stürmen, Fensterscheiben gingen zu Bruch. Schließlich eröffneten Soldaten das Feuer auf die Aufsässigen. 40 Menschen kamen dabei um bzw. erlagen in den nächsten Tagen ihren Verletzungen, Dutzende weitere wurden verletzt.

### Wechselnde Zugehörigkeit
Von 1919 bis 1939 gehörte die Stadt zu Polen und lag hier ab 1921 in der Woiwodschaft Lwów. Vor dem Zweiten Weltkrieg hatte Drohobytsch etwa 35.000 Einwohner, darunter 35 Prozent Polen und 20 Prozent Ukrainer. Viele Einwohner waren Juden, die als Arbeitskräfte in den Ölschächten ihren Lebensunterhalt bestritten, da es in dieser Gegend größere Erdöl- und Erdgasvorkommen gibt. Dazu gibt es noch große Kalivorkommen. Die Große Synagoge von Drohobytsch war zu dieser Zeit die größte Synagoge Polens, größer noch als die von Warschau. 1939 besetzte die Rote Armee, wie im geheimen Zusatzprotokoll des deutsch-sowjetischen Nichtangriffspaktes vereinbart, die Stadt.
1941 nahm die deutsche Wehrmacht beim Überfall auf die Sowjetunion Drohobytsch ein. Bei der Auflösung des Ghettos wurden die Juden 1943 in Vernichtungslager deportiert. Am 6. August 1944 besetzte die Rote Armee die Stadt erneut. Ab dann, wie schon vorher kurzfristig von Dezember 1939 bis August 1941, war Drohobytsch die Stadt mit den östlichen Gebieten Polens Teil der Sowjetunion und damit Teil der Ukrainischen SSR. In dieser Zeit war sie bis Mai 1959 die Hauptstadt der 10.400 km² großen Oblast Drohobytsch mit über 850.000 Einwohnern, bis die Oblast aufgelöst und in die Oblast Lwiw integriert wurde. Die polnische Bevölkerung wurde 1945–1946 vertrieben und kam in die neu eingerichtete kommunistische Volksrepublik Polen, mehrheitlich in die Gebiete des Deutschen Reichs von 1919 bis 1937 östlich der Oder-Neiße-Grenze, aus denen die deutsche Bevölkerung zeitgleich 1945–1946 vertrieben wurde.

### Judenverfolgung (1941–1944)
Vor dem Zweiten Weltkrieg gehörten rund 15.000 Personen – etwa 40 % der Stadtbevölkerung – der jüdischen Gemeinde an. Unmittelbar nach dem Einmarsch der Wehrmacht am 30. Juni 1941 ermordeten Ukrainer mit Unterstützung von Angehörigen der Wehrmacht in einem dreitägigen Pogrom mehr als 300 Juden. Es folgten willkürliche Festnahmen, Verpflichtung zu Zwangsarbeiten und Kennzeichnung mit einer weißen Binde mit Davidstern. Bis März 1942 leitete Walter Kutschmann die Gestapostelle in Drohobytsch. Ende März 1942 wurden 2000 Juden in das Vernichtungslager Belzec verschleppt. Zwischen dem 8. bis 17. August 1942 wurden Selektionen durchgeführt: Im Laufe dieser Aktion wurden über 600 Juden von ukrainischer Hilfspolizei und SS auf Straßen und Plätzen getötet und 2500 nach Belzec deportiert. Anfang Oktober 1942 wurde das Ghetto Drohobytsch mit 10.000 Juden eingerichtet, darunter auch Überlebenden aus jüdischen Gemeinden der Umgebung. In weiteren „Aktionen“ vom Oktober und November 1942 wurden mehr als 3300 Juden ins Vernichtungslager Belzec geschafft und am 15. Februar 1943 wurden 450 Ghettoinsassen im Wald von Broniza erschossen. Zwischen dem 21. Mai 1943 bis zum 20. Juni wurde das Ghetto aufgelöst und auch die Juden aus den Arbeitslagern der Ölindustrie bis auf wenige Ausnahmen ermordet. Nach der Befreiung waren nur 400 Überlebende zu verzeichnen.

## Bauwerke
- Orthodoxe Kirche St. Georg, um 1500, im Jahre 1656 aus dem Dorf Nadijewo hierher überführt,[8] Teil des Weltkulturerbes Holzkirchen der Karpatenregion
- Ehem. katholische Schlosskirche St. Bartholomäus, 1392–16. Jahrhundert
- Orthodoxe Kirche Mariä Himmelfahrt, spätes 15. Jahrhundert
- Orthodoxe Heilig-Kreuz-Kirche, frühes 16. Jahrhundert
- Choral-Synagoge, 1842–1865
- Ose-Chesed-Synagoge (in der Stryjska Uliza)
- Rathaus, 1920er Jahre, neoklassizistisch

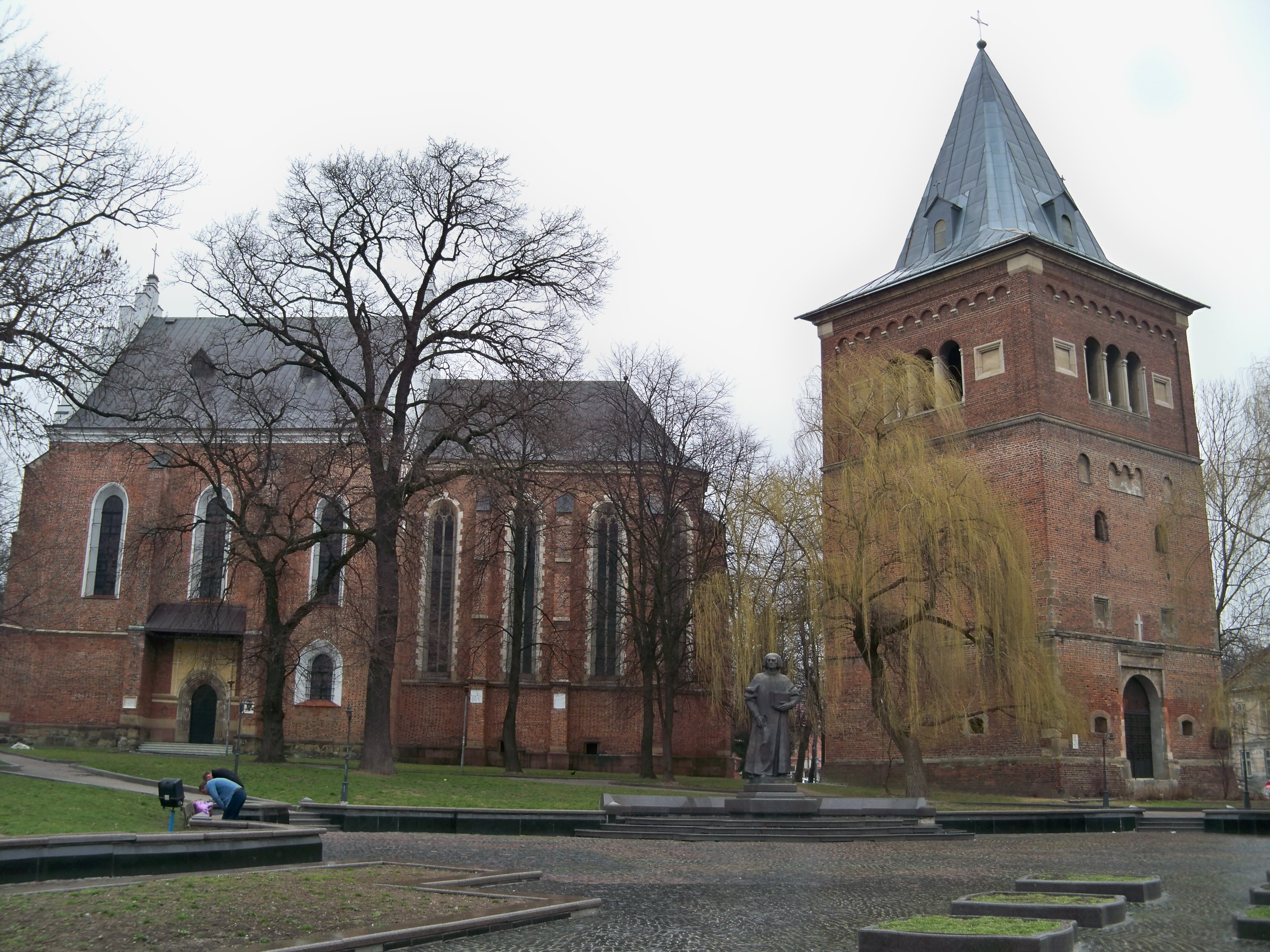
St. Bartholomäus, ehem. katholische Schlosskirche
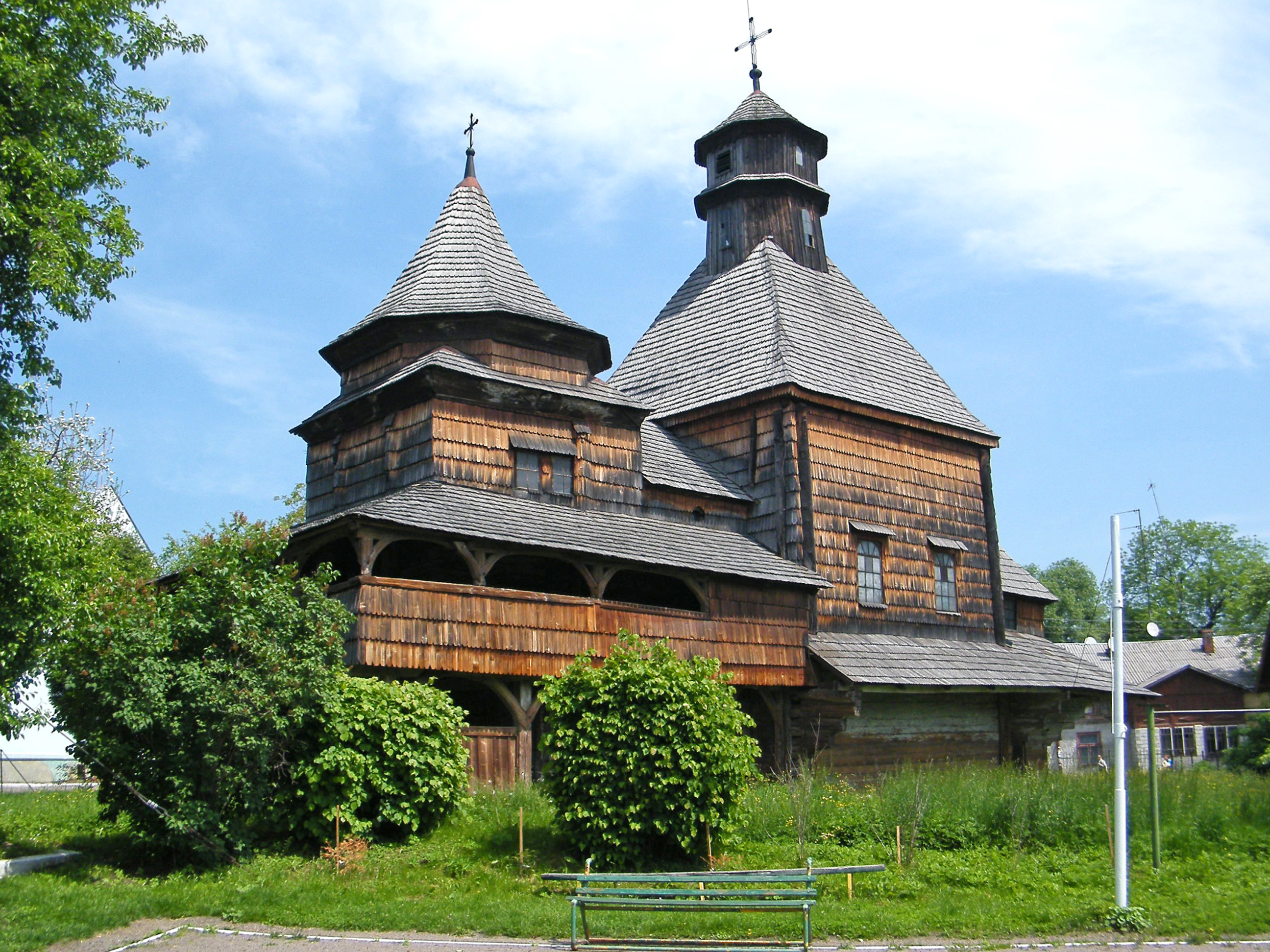
Heiligkreuzkirche, 1613–1661
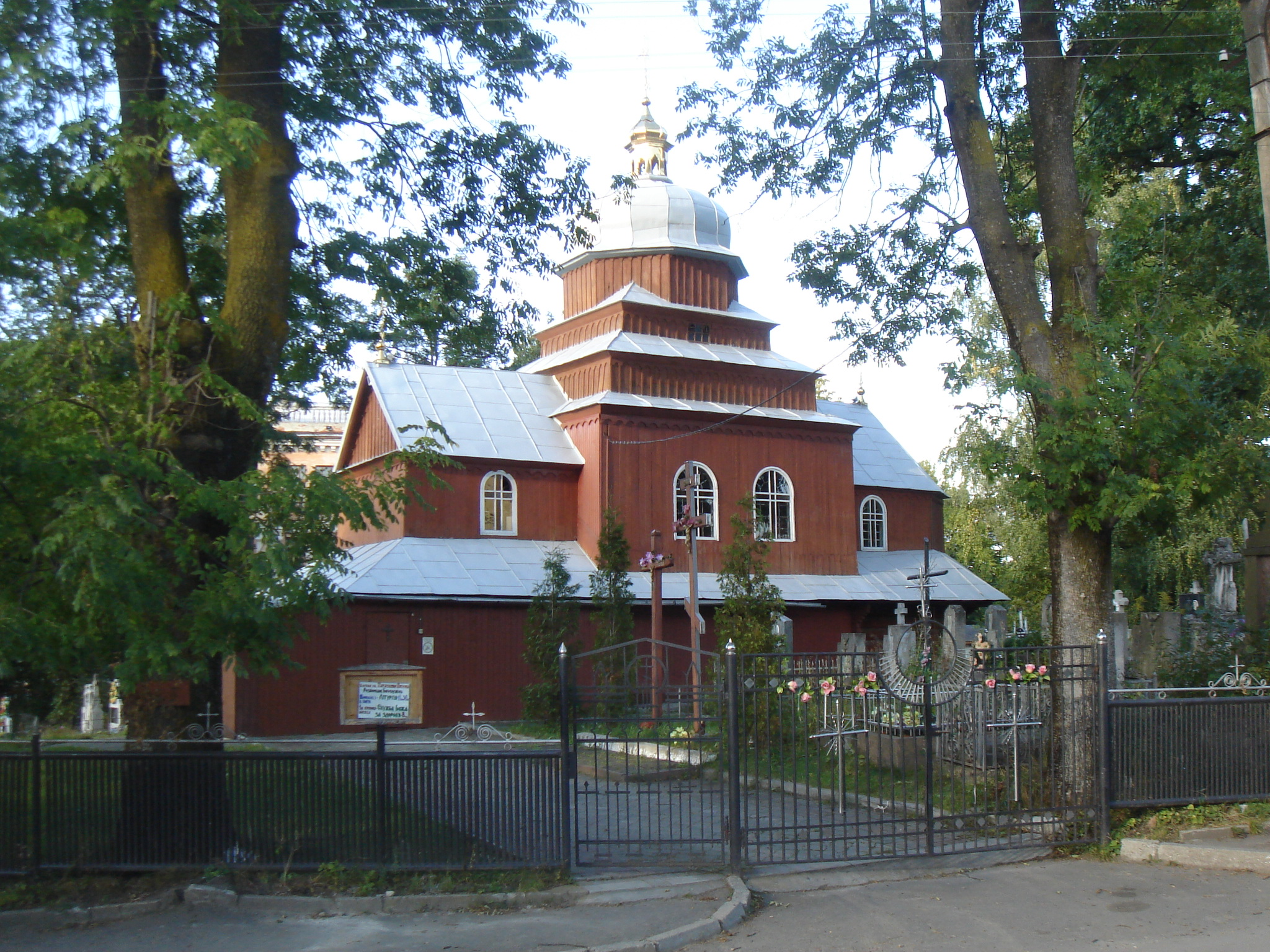
Kirche der Märtyrerin Paraskevi, 1815
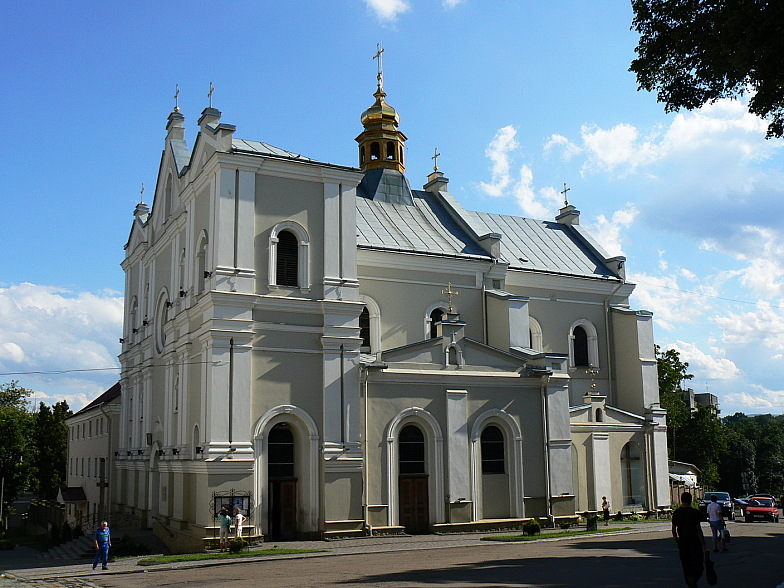
Dreifaltigkeitskathedrale 1690 und 19. Jahrhundert
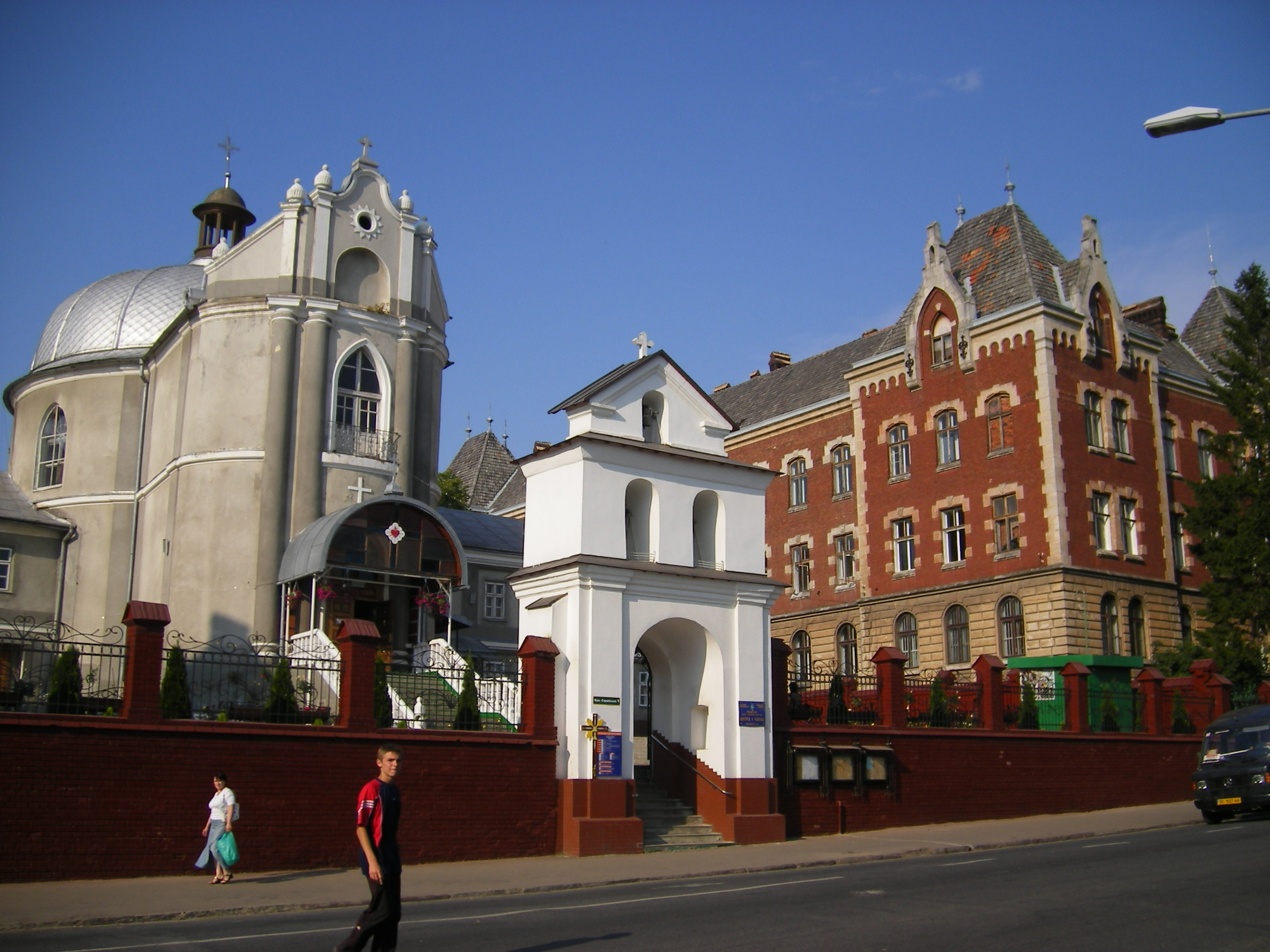
Basilianerkloster St. Peter und Paul, 1825–1828
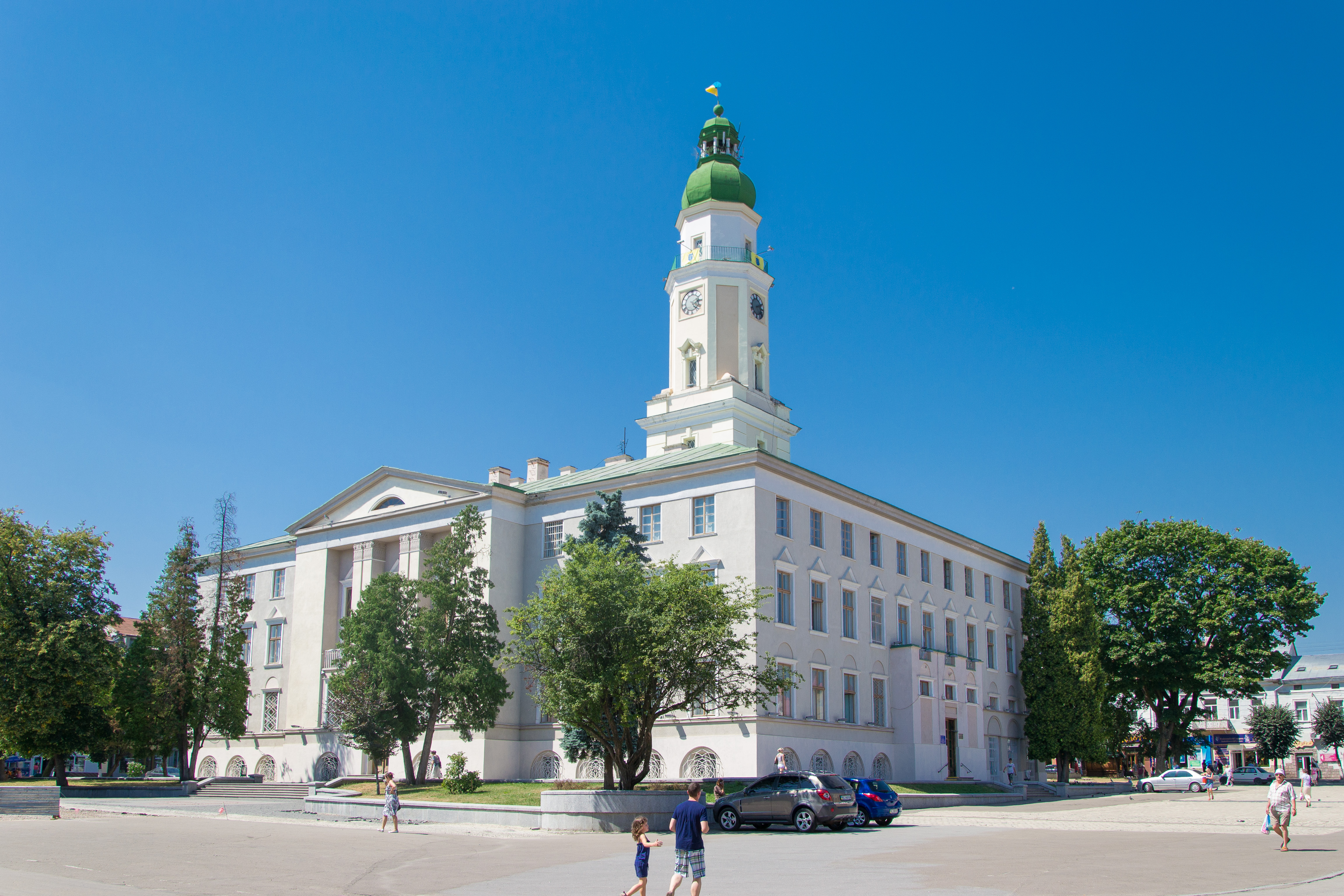
Rathaus, 1920er Jahre

## Verwaltungsgliederung
Am 12. Juni 2020 wurde die Stadt zum Zentrum der neu gegründeten Stadtgemeinde Drohobytsch (Дрогобицька міська громада/Drohobyzka miska hromada). Zu dieser zählen auch die Stadt Stebnyk sowie die 32 in der untenstehenden Tabelle aufgelistetenen Dörfer; bis dahin war sie Teil der Stadtratsgemeinde Drohobytsch zu der auch Stebnyk gehörte.
Folgende Orte sind neben dem Hauptort Drohobytsch Teil der Gemeinde:
| Name                     | Name                 | Name                                             | Name                            |
| ukrainisch transkribiert | ukrainisch           | russisch                                         | polnisch                        |
| ------------------------ | -------------------- | ------------------------------------------------ | ------------------------------- |
| Bijnytschi               | Бійничі              | Бойничи (Bojnitschi)                             | Bilcze                          |
| Bolechiwzi               | Болехівці            | Болеховцы (Bolechowzy)                           | Bolechowce                      |
| Bronyzja                 | Брониця              | Броница (Broniza)                                | Bronica                         |
| Bykiw                    | Биків                | Быков (Bykow)                                    | Byków                           |
| Bystryzja                | Бистриця             | Быстрица (Bystriza)                              | Prusy                           |
| Chatky                   | Хатки                | Хатки (Chatki)                                   | Chatki Lasowe                   |
| Dereschytschi            | Дережичі             | Дережичи (Dereschitschi)                         | Dereżyce                        |
| Dobriwljany              | Добрівляни           | Добровляны (Dobrowljany)                         | Dobrowlany                      |
| Dolischnij Luschok       | Долішній Лужок       | Долишний Лужок (Dolischni Luschok)               | Łużek Dolny                     |
| Hlynne                   | Глинне               | Глинное (Glinnoje)                               | Glinne                          |
| Kotowane                 | Котоване             | Котовано (Kotowano)                              | Kotowania                       |
| Lischnja                 | Лішня                | Лешня (Leschnja)                                 | Lisznia                         |
| Medwescha                | Медвежа              | Медвежья (Medweschja)                            | Niedźwiedza                     |
| Monastyr-Dereschyzkyj    | Монастир-Дережицький | Монастырь-Дережичский (Monastyr-Dereschitschski) | Manaster Dereżycki              |
| Monastyr-Lischnjanskyj   | Монастир-Лішнянський | Монастырь-Лешнянский (Monastyr-Leschnjanski)     | Manaster Liszniański            |
| Mychajlewytschi          | Михайлевичі          | Михайлевичи (Michailewitschi)                    | Michałowice                     |
| Nahujewytschi            | Нагуєвичі            | Нагуевичи (Nagujewitschi)                        | Nahujowice                      |
| Nowe Selo                | Нове Село            | Новое Село (Nowoje Selo)                         | Nowa Wieś, Neudorf, Polminowice |
| Nowoschytschi            | Новошичі             | Новошичи (Nowoschitschi)                         | Nowoszyce                       |
| Nyschni Haji             | Нижні Гаї            | Нижние Гаи (Nischnije Gai)                       | Gaje Niżne                      |
| Ortynytschi              | Ортиничі             | Ортыничи (Ortynitschi)                           | Ortynice                        |
| Potschajewytschi         | Почаєвичі            | Почаевичи (Potschajewitschi)                     | Poczajowice                     |
| Ranewytschi              | Раневичі             | Раневичи (Ranewitschi)                           | Raniowice                       |
| Rychtytschi              | Рихтичі              | Рыхтичи (Rychtitschi)                            | Rychcice                        |
| Saluschany               | Залужани             | Залужаны                                         | Wacowice                        |
| Selez                    | Селець               | Селець                                           | Sielec                          |
| Snjatynka                | Снятинка             | Снятынка                                         | Śniatynka                       |
| Stare Selo               | Старе Село           | Старое Село (Staroje Selo)                       | Stara Wieś                      |
| Stebnyk                  | Стебник              | Стебник (Stebnik)                                | Stebnik                         |
| Stupnyzja                | Ступниця             | Ступница (Stupniza)                              | Stupnica                        |
| Unjatytschi              | Унятичі              | Унятичи (Unjatitschi)                            | Uniatycze                       |
| Werchni Haji             | Верхні Гаї           | Верхние Гаи (Werchnije Gai)                      | Gaje Wyżne                      |
| Wolja Jakubowa           | Воля Якубова         | Воля Якубова                                     | Wola Jakubowa                   |

## Städtepartnerschaften
- Buffalo, Vereinigte Staaten
- Legnica, Polen
- Olecko, Polen
- Ostrzeszów, Polen
- Dęblin, Polen
- Greifswald, Deutschland

## Persönlichkeiten
- Jurij Drohobytsch (1450–1494), rotruthenischer Astronom, Astrologe, Mediziner und Philosoph
- Wilhelm Leopolski (1828–1892), galizisch-österreichischer Historien- und Porträtmaler des Realismus
- Maurycy Gottlieb (1856–1879), galizisch-österreichischer Maler des Realismus
- Iwan Franko (1856–1916), ukrainischer Dichter und Schriftsteller
- Leon Sternbach (1864–1940), galizisch-österreichischer Altphilologe, Hochschullehrer und Opfer des Holocaust
- Herman Lieberman (1870–1941), österreichischer Politiker, Justizminister der polnischen Exilregierung
- Jonas Kreppel (1874–1940), österreichischer Schriftsteller und Publizist
- Ephraim Moses Lilien (1874–1925), galizisch-österreichischer Maler
- Léopold Gottlieb (1879–1934), polnischer Maler
- Leon Reich (1879–1929), Publizist und Politiker
- Norbert Liebermann (1881–1959), österreichischer Versicherungsfachmann und Generaldirektor der Wiener Städtischen Versicherungsanstalt
- Leo Lauterbach (1886–1968), israelischer Verbandsfunktionär der Jewish Agency
- Kajetan Stefanowicz (1886–1920), polnischer Jugendstil-Maler
- Bruno Schulz (1892–1942), polnischer Schriftsteller und Maler
- Kazimierz Wierzyński (1894–1969), polnischer Schriftsteller
- Joachim Weingart (1895–1942), galizisch-österreichischer Maler
- Joseph Wilder (1895–1976), österreichisch-US-amerikanischer Neurologe und Psychiater
- Isaak Hallemann (1896–1942), Pädagoge und Leiter des jüdischen Waisenhauses in Fürth, Bayern
- Elisabeth Bergner (1897–1986), österreichisch-englische Schauspielerin
- David Horowitz (1899–1979), israelischer Ökonom und Direktor der Bank of Israel
- Shin Shalom (Shalom Yossef Shapira) (1905–1990), israelischer Dichter
- Mordecai Roshwald (1921–2015), amerikanischer Sozialwissenschaftler und Schriftsteller
- Alfred Schreyer (1922–2015), polnischer Opernsänger und Musiker
- Adam Zielinski (1929–2010), polnisch-österreichischer Schriftsteller
- Wiktor Wekselberg (* 1957), russischer Oligarch
- Ihor Palij (* 1963), ukrainischer Künstler
- Wolodymyr Bileka (* 1979), ukrainischer Radrennfahrer
- Jaroslaw Popowytsch (* 1980), ukrainischer Radrennfahrer
- Anastasia Bodnar (* 1989), deutsche Tanzsportlerin, Tanzsporttrainerin und Choreographin
- Khrystyna Soloviy (* 1993), ukrainische Singer-Songwriterin
- Marta Kizyma (* 1994), ukrainische Schauspielerin